# Тарр, Юрай
Юрай Тарр (словац. Juraj Tarr, род. 18 февраля 1979) — словацкий гребец на байдарках, четырёхкратный чемпион мира, двукратный серебряный призёр Олимпийских игр, пятикратный чемпион Европы.
Юрай Тарр родился в 1979 году в Комарно (ЧССР). На Олимпиаде 2008 года он завоевал серебряную медаль на байдарке-четвёрке на дистанции 1000 м. Через восемь лет на Олимпийских играх в Рио-де-Жанейро Юрай снова стал серебряным призёром.